# Натли (Њу Џерзи)
Натли (енгл. Nutley) град је у америчкој савезној држави Њу Џерзи.

## Демографија
По попису из 2000. године број становника је 27.362.
| Група             | 2000.          | 2010.    |
| Белци             | 22.795 (83,3%) | 0 (0,0%) |
| Афроамериканци    | 511 (1,9%)     | 0 (0,0%) |
| Азијати           | 1.943 (7,1%)   | 0 (0,0%) |
| Хиспаноамериканци | 1.830 (6,7%)   | 0 (0,0%) |
| Укупно            | 27.362         | 0        |